# Argyrolepidia restricta
Argyrolepidia restricta är en fjärilsart som beskrevs av Rothschild 1897. Argyrolepidia restricta ingår i släktet Argyrolepidia och familjen nattflyn. Inga underarter finns listade i Catalogue of Life.